# Équipe d'Argentine de rugby à XV à la Coupe du monde 1995
L'équipe d'Argentine a été éliminée en poule lors de la Coupe du monde de rugby 1995, après avoir perdu ses trois matchs disputés, sur des scores serrés.

## Résultats
(voir également Coupe du monde de rugby 1995)
3 matchs, 0 victoire, 3 défaites.
69 points marqués (6 essais dont 4 transformés, 9 pénalités, 0 drop), 87 points encaissés.

### Poule B
- 27 mai : Angleterre 24-18 Argentine
- 30 mai : Samoa 32-26 Argentine
- 4 juin : Italie 31-25 Argentine

## L'équipe d'Argentine quatrième de poule
Les joueurs ci-après ont joué pendant cette coupe du monde 1995. Les noms en gras désignent les joueurs qui ont été titularisés le plus souvent.

### Première ligne
- Matias Corral (3 matchs, 3 comme titulaire)
- Federico Mendez (3 matchs, 3 comme titulaire)
- Patricio Noriega (3 matchs, 3 comme titulaire)

### Deuxième ligne
- Pedro Sporleder (3 matchs, 3 comme titulaire)
- German Llanes (3 matchs, 3 comme titulaire)

### Troisième ligne
- Rolando Martin (3 matchs, 3 comme titulaire)

### Demi de mêlée
- Rodrigo Crexell (3 matchs, 3 comme titulaire)

### Demi d’ouverture
- Jose Cilley (2 matchs, 2 comme titulaire)

### Trois-quarts centre
- Lisandro Arbizu (3 matchs, 3 comme titulaire)
- Sebastian Salvat (3 matchs, 3 comme titulaire) 3 fois capitaine

### Trois-quarts aile
- Diego Albanese (1 match, 1 comme titulaire)
- Diego Cuesta Silva (3 matchs, 3 comme titulaire)
- Martin Teran Nougues (3 matchs, 3 comme titulaire)

### Meilleurs marqueurs d'essais argentins
1. Lisandro Arbizu, Jose Cilley, Matias Corral, Rodrigo Crexell, Rolando Martin, Patricio Noriega, 1 essai.

### Meilleur réalisateur argentin
1. Jose Cilley 26 points
2. Lisandro Arbizu 13 points
3. Matias Corral, Rodrigo Crexell, Rolando Martin, Patricio Noriega, 5 points.